# Igreja de São Bartolomeu, o Grande
A Igreja do Priorado de São Bartolomeu, o Grande é uma igreja medieval da Diocese de Londres da Igreja Anglicana, localizada em Smithfield, na cidade de Londres. O edifício foi fundado como um priorado agostiniano em 1123. É adjacente ao Hospital de São Bartolomeu da mesma fundação.
São Bartolomeu, o Grande, tem esse nome para distingui-la de sua igreja vizinha, São Bartolomeu Menor, que foi fundada ao mesmo tempo dentro dos arredores do Hospital de São Bartolomeu para servir como igreja paroquial do hospital e ocasional local de culto. As duas igrejas paroquiais foram reunidas em 2012 sob um benefício.
A igreja serviu como capela da Imperial Society of Knights Bachelor antes do estabelecimento da capela permanente da sociedade na Catedral de São Paulo em 2005.

## História

### Igreja medieval

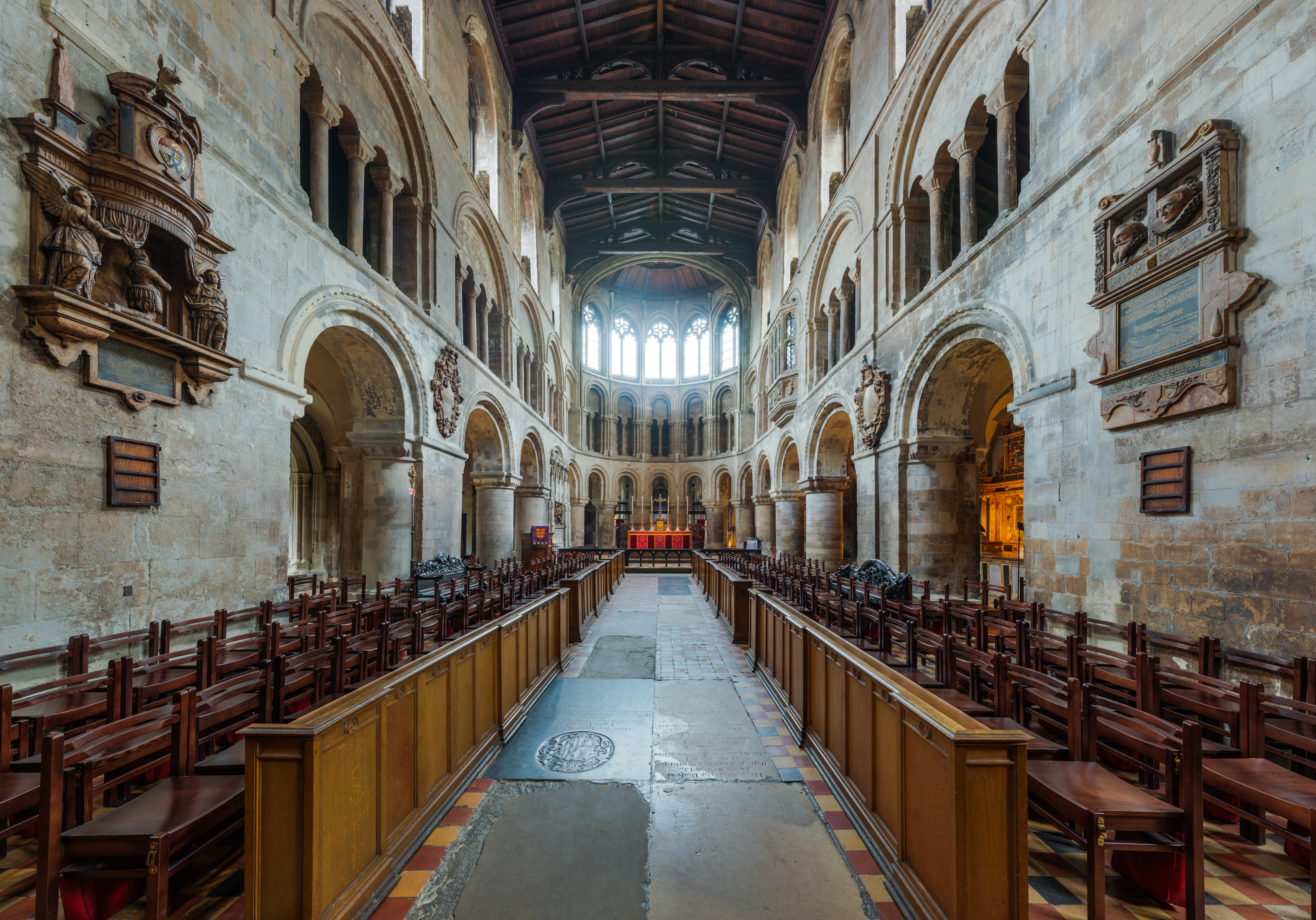
Interior visto do leste: santuário no centro com o monumento a Sir Robert Chamberlayne (1615) na parede da esquerda, em frente a uma placa memorial para os vereadores Percival e Agnes Smallpace

A igreja foi fundada em 1123 por Rahere, um prebendário da Catedral de São Paulo e cônego regular agostiniano. Enquanto estava na Itália, teve um sonho que uma besta alada veio e o transportou para um lugar alto, então retransmitiu uma mensagem "da Alta Trindade e da corte do céu" de que deveria erguer uma igreja no subúrbio londrino de Smithfield. Rahere viajou para Londres e foi informado de que a área em sua visão – então um pequeno cemitério – era propriedade real e que nada poderia ser construído sobre ela. Henrique I, no entanto, concedeu o título da terra ao cônego depois que ele explicou sua mensagem divina.
Rahere começou a construção do edifício com o uso de empregados e trabalhadores infantis, que coletavam pedras de toda Londres.
O convento ganhou fama de poderes curativos, com muitos doentes enchendo seus corredores, principalmente em 24 de agosto (Dia de São Bartolomeu). Muitos milagres foram atribuídos ocorrendo dentro e fora das paredes do edifício, incluindo "uma luz enviada do céu" desde sua primeira fundação, e especialmente curas milagrosas; muitas deficiências graves foram consideradas curadas após uma visita. Muitas dessas curas foram realizadas no hospital da igreja, o ainda existente Hospital de São Bartolomeu.

Brasão de armas da Igreja do Priorado de São Bartolomeu, o Grande (conforme seu patrono fundador, Henrique I)

Embora grande parte do hospital tenha sobrevivido à Dissolução dos Mosteiros, cerca de metade da igreja do convento foi saqueada antes de ser demolida em 1543. Ao escapar do grande incêndio de Londres de 1666, o edifício caiu em ruínas, sendo ocupada por posseiros no século XVIII. William Gilbert Grace, no entanto, era um famoso congregado antes de sua restauração no final do século XIX, quando foi reconstruída sob a direção de Sir Aston Webb. Durante o mandato de Edwin Sidney Savage como reitor, o templo foi restaurado ao custo de mais de £60 mil. O edifício sobrevivente compreendia parte de um convento adjacente ao Hospital de São Bartolomeu, mas sua nave foi rebaixada até o último tramo, contudo o cruzeiro e o coro sobrevivem em grande parte intactos dos normandos e depois da Idade Média, permitindo seu uso contínuo como igreja paroquial. A igreja e alguns dos edifícios do priorado foram brevemente usados como o terceiro convento dominicano (Black Friars) de Londres, refundado pela rainha Maria I em 1556 e fechado em 1559. Parte da entrada principal da igreja permanece em West Smithfield, hoje mais facilmente reconhecível por sua fachada do período Tudor do final do século XVI, construída sobre o antigo arco de pedra (século XIII). Esta adaptação pode ter sido originalmente realizada pelos frades dominicanos na década de 1550, ou pelo patrono pós-Reforma[carece de fontes?] Barão Rich, Lorde Chanceler da Inglaterra (1547–51). Desta portaria até a porta oeste da igreja, o caminho segue mais ou menos onde antes existia o corredor sul da nave. Muito pouco vestígio de seus edifícios monásticos sobrevivem atualmente.

### História posterior
No início da década de 1720, por sugestão do governador da Pensilvânia Sir William Keith, 4.º Baronete, Benjamin Franklin trabalhou como tipógrafo em uma gráfica no que hoje é a Igreja de São Bartolomeu, o Grande.

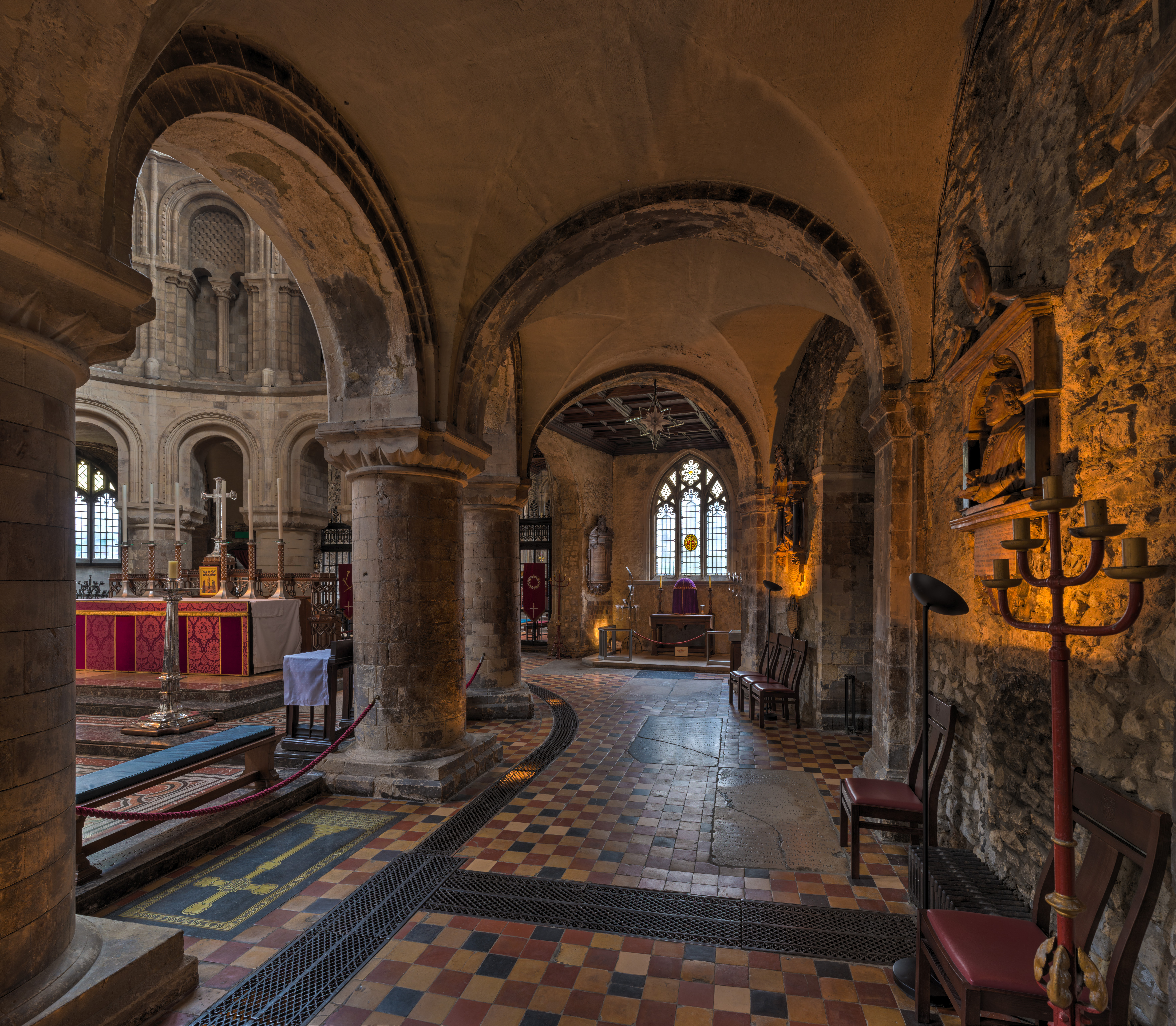
Corredor sul, vista do leste em direção ao santuário e capela da senhora

A capela da senhora no extremo leste havia sido usada anteriormente para fins comerciais e foi lá que Benjamin Franklin trabalhou por um ano como impressor jornaleiro. O transepto norte também foi usado anteriormente como forja de ferreiro.
A principal área restante do adro é um jardim elevado, que foi estabelecido pelo jardineiro paisagista da Metropolitan Public Gardens Association, Fanny Wilkinson, em 1885.
Em 1889, iniciou-se um programa de reformas que viu a restauração da Capela da Senhora e do transepto sul e um novo transepto norte. O transepto sul restaurado foi inaugurado por Frederick Temple, bispo de Londres, em 14 de março de 1891; e o transepto sul em fevereiro de 1893 na presença de Alberto Eduardo, príncipe de Gales, Alexandra da Dinamarca (a princesa de Gales), Edward White Benson (arcebispo da Cantuária) e outros dignitários.
A Igreja do Priorado foi uma das poucas da cidade a escapar dos danos durante a Blitz e, em 1941, foi onde o 11.º Duque de Devonshire e Deborah Mitford se casaram.

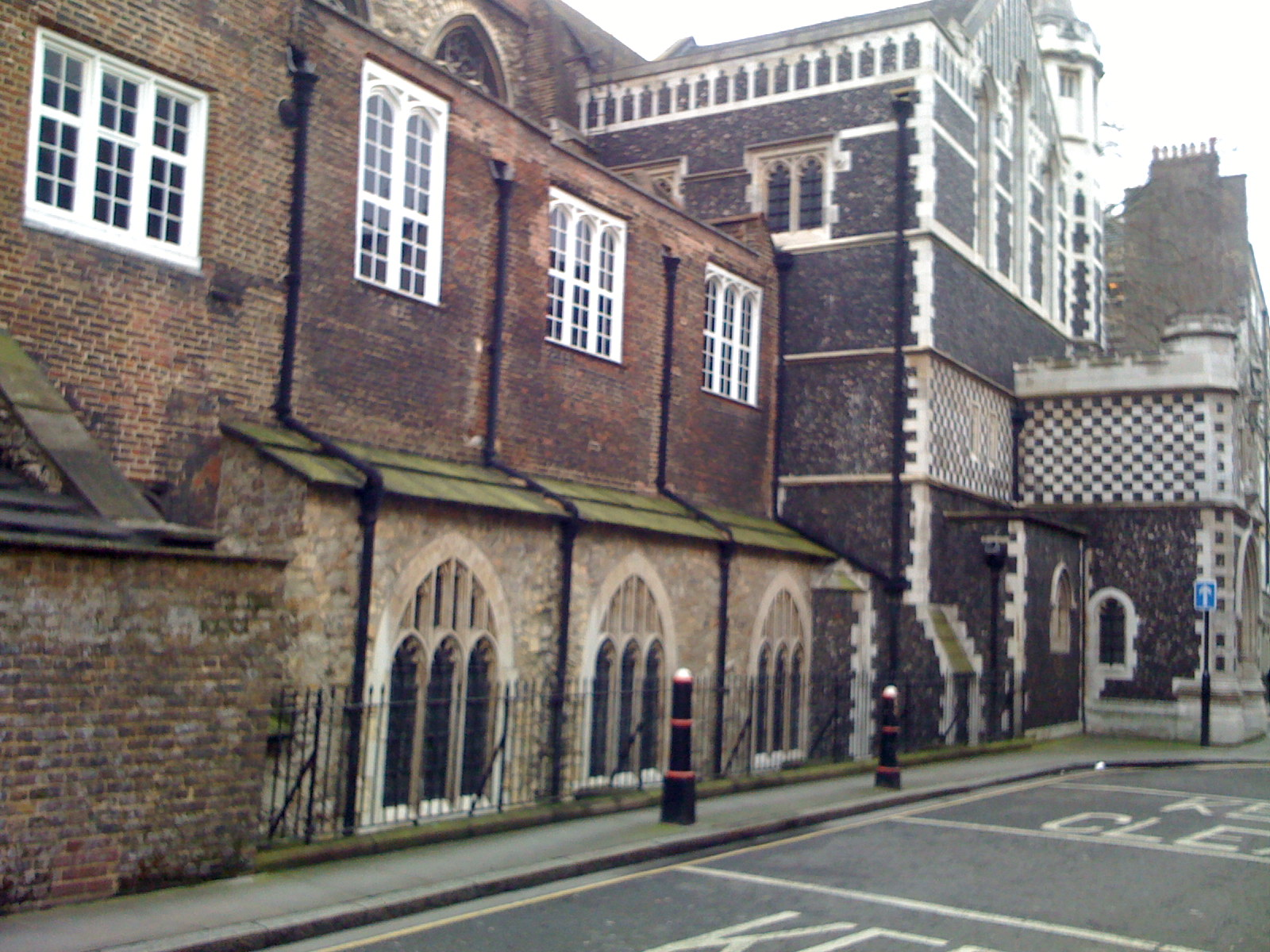
Aspecto norte visto da Cloth Fair

O poeta e defensor do patrimônio Sir John Betjeman mantinha um apartamento em frente ao adro da Cloth Fair. Betjeman considerou a igreja como tendo o melhor interior normando sobrevivente em Londres. Em 2005, um serviço memorial foi realizado para Sir William Wallace, no 700º aniversário da execução do herói escocês, organizado pelo historiador David R. Ross.
As distribuições de caridade no adro da igreja na Sexta-feira Santa continuam. Foi estabelecida uma tradição secular quando vinte e um seis-pence foram colocados sobre a lápide de uma mulher, estipulando que o legado financie a distribuição anual a vinte e uma viúvas em perpetuidade, com pãezinhos de páscoa recém-assados atualmente sendo distribuídos não apenas às viúvas, mas a outros.
A igreja foi designada como um edifício listado de Grau I em 4 de janeiro de 1950. Em abril de 2007, tornou-se a primeira igreja paroquial anglicana a cobrar uma taxa de entrada para os turistas que não frequentavam o serviço.
Depois de alguns anos em que o reitor da igreja foi simultaneamente sacerdote-chefe da vizinha São Bartolomeu Menor, que manteve seu próprio Conselho da Igreja Paroquial (CIP) e guardas da igreja, em 1 de junho de 2015, as paróquias de ambas as igrejas foram dissolvidas e substituídas com o benefício unido de Grande São Bartolomeu. O Reitor da antiga paróquia de São Bartolomeu Magno tornou-se reitor do Benefício Unificado. O limite da nova paróquia incorpora precisamente as duas antigas. Há agora um único CIP e guardiões responsáveis por ambos os edifícios. A igreja paroquial é São Bartolomeu, o Grande, enquanto São Bartolomeu Menor é uma capela de facilidade dentro da paróquia.

## Janela da sacada

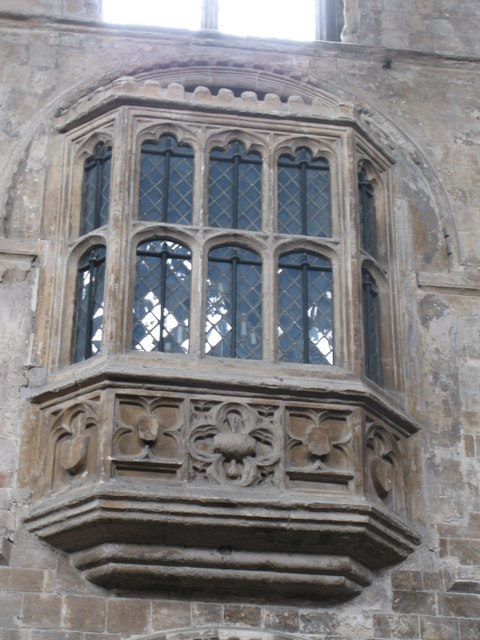
A janela da sacada do prior William Bolton

A janela da sacada foi instalada dentro de São Bartolomeu, o Grande, no início do século XVI pelo prior William Bolton, supostamente para que pudesse ficar de olho nos monges. O símbolo no painel frontal é um bolt (virote) de besta passando por uma varanda, um trocadilho com o nome do prior.
William Camden escreveu:
Pode ser duvidoso que Bolton, prior de São Bartolomeu, em Smithfield, tenha sido sábio quando inventou um bolt [flecha para matar pássaros] para ter seu nome na varanda, ou quando construiu uma casa para si em Harrow Hill, por medo de uma inundação após uma grande conjunção de planetas na triplicidade aquosa

## Filme, televisão e videoclipe
A igreja foi palco do "quarto casamento" no filme Four Weddings and a Funeral (1994) e de cenas em outros filmes: Robin Hood: Prince of Thieves, Shakespeare in Love, a versão cinematográfica de 1999 do romance de Graham Greene Fim de Caso (1951), Amazing Grace (2006), Elizabeth: The Golden Age (2007), The Other Boleyn Girl (2008), Sherlock Holmes (2009), Richard II de The Hollow Crown (2012), Snow White and the Huntsman (2012), Testament of Youth (2014), Avengers: Age of Ultron (2015) e Transformers: The Last Knight (2017). Também foi usada na série Taboo. Foi usada pela T-Mobile como substituta para a Abadia de Westminster em seu anúncio de "casamento real" em 2011. Também foi o local de seis videoclipes de Libera.